# Neuquenina fictor
Neuquenina fictor är en insektsart som först beskrevs av Rehn, J.A.G. 1943.  Neuquenina fictor ingår i släktet Neuquenina och familjen Ommexechidae. Inga underarter finns listade i Catalogue of Life.